# Рингаскидди
Рингаскидди (англ. Ringaskiddy; ирл. Rinn an Scidígh) — деревня в Ирландии, находится в графстве Корк (провинция Манстер). Главный паромный порт в графстве для перевоза пассажиров во Францию и Великобританию.

## Демография
Население — 514 человек (по переписи 2006 года). В 2002 году население составляло 407 человек.
Данные переписи 2006 года:
| Общие демографические показатели |               |                               |                               |      |      |
| Всё население                    | Всё население | Изменения населения 2002—2006 | Изменения населения 2002—2006 | 2006 | 2006 |
| 2002                             | 2006          | чел.                          | %                             | муж. | жен. |
| 407                              | 514           | 107                           | 26,3                          | 299  | 215  |